# Lasiopetalum maxwellii
Lasiopetalum maxwellii är en malvaväxtart som beskrevs av Ferdinand von Mueller. Lasiopetalum maxwellii ingår i släktet Lasiopetalum och familjen malvaväxter. Inga underarter finns listade i Catalogue of Life.